# Wikimedia Slovensko
Wikimedia Slovensko (zkráceně Wikimedia SK, WMSK) je slovenské občanské sdružení založené v roce 2011, zaměřené na podporu svobodného obsahu, vzdělávání a kultury.
Zaměřuje se na podporu tvorby a distribuce obsahu Wikipedie a dalších projektů Wikimedia Foundation, Inc. ve slovenském jazyce (Wikislovník, Wikicitáty, Wikiknihy, Wikizdroje). Sdílí cíle Wikimedia Foundation (veřejně prospěšné nadace, založené podle předpisů amerického federálního státu Florida, provozující Wikipedii a další sesterské projekty), je však na ní právně nezávislá.
Wikimedia Slovensko, stejně jako Wikimedia Česká republika, neprovozuje a neodpovídá za Wikipedii a její sesterské projekty, ale zastřešuje pro ně informační a propagační činnost na Slovensku.
Předsedou spolku je od roku 2019 Matej Grochal, místopředsedy pak Radoslava Semanová a Dávid Štefan.